# Дзвеняцька сільська рада
| Дзвеняцька сільська рада — орган місцевого самоврядування у Тетіївському районі Київської області з адміністративним центром у с. Дзвеняче. Історична дата утворення: в 1919 році. Сільській раді підпорядковані населені пункти: - с. Дзвеняче - с. Тарасівка |

## Склад ради
Рада складається з 12 депутатів та голови.

### Керівний склад ради
| ПІБ                          | Основні відомості                                                    | Дата обрання | Дата звільнення |
| ---------------------------- | -------------------------------------------------------------------- | ------------ | --------------- |
| Колосовський Іван Михайлович | Сільський голова, 1954 року народження, освіта, член народної партії | 26.03.2006   | 31.10.2010      |
| Колосовський Іван Михайлович | Сільський голова, 1954 року народження, освіта вища, безпартійний    | 31.10.2010   |                 |

Примітка: таблиця складена за даними джерела